# Gornje Vlase
Gornje Vlase (en serbe cyrillique : Горње Власе) est un village de Serbie situé dans la municipalité de Gadžin Han, district de Nišava. Au recensement de 2011, il comptait 95 habitants.

## Démographie
| 1948  | 1953 | 1961 | 1971 | 1981 | 1991 | 2002 | 2011 |
| ----- | ---- | ---- | ---- | ---- | ---- | ---- | ---- |
| 1 048 | 933  | 756  | 621  | 423  | 306  | 171  | 95   |

|  |